# Йорк (округ Кларк, Вісконсин)
Йорк (англ. York) — місто (англ. town) в США, в окрузі Кларк штату Вісконсин. Населення — 844 особи (2020).

## Демографія
Згідно з переписом 2010 року, у місті мешкало 886 осіб у 293 домогосподарствах у складі 226 родин. Було 316 помешкань
Расовий склад населення:
| - 97,9 % — білих - 0,8 % — корінних американців - 0,1 % — азіатів - 1,0 % — осіб інших рас |

До двох чи більше рас належало 0,2 %. Частка іспаномовних становила 3,2 % від усіх жителів.
За віковим діапазоном населення розподілялося таким чином: 32,5 % — особи молодші 18 років, 54,6 % — особи у віці 18—64 років, 12,9 % — особи у віці 65 років та старші. Медіана віку мешканця становила 35,2 року. На 100 осіб жіночої статі у місті припадало 104,1 чоловіків;  на 100 жінок у віці від 18 років та старших — 110,6 чоловіків також старших 18 років.
Середній дохід на одне домашнє господарство  становив 71 880 доларів США (медіана — 60 000), а середній дохід на одну сім'ю — 79 775 доларів (медіана — 67 125). Медіана доходів становила 50 500 доларів для чоловіків та 31 667 доларів для жінок. За межею бідності перебувало 9,5 % осіб, у тому числі 10,5 % дітей у віці до 18 років та 11,0 % осіб у віці 65 років та старших.
Цивільне працевлаштоване населення становило 386 осіб. Основні галузі зайнятості: сільське господарство, лісництво, риболовля — 26,7 %, освіта, охорона здоров'я та соціальна допомога — 22,8 %, виробництво — 16,1 %.